# 印度準軍事部隊
印度準軍事部隊（Paramilitary forces of India）指印度的准军事部队，它由阿萨姆步枪队、特别边防部队、中央武装警察部队三部分组成。印度准军事部队有現役人員129.3萬人，是世界上最大的準軍事組織。

## 阿萨姆步枪队
阿萨姆步枪队有63747人（46營），首长为印度内政部部長。

## 特别边境部队
特别边防部队由10,000人组成，首長為印度内政部部長。

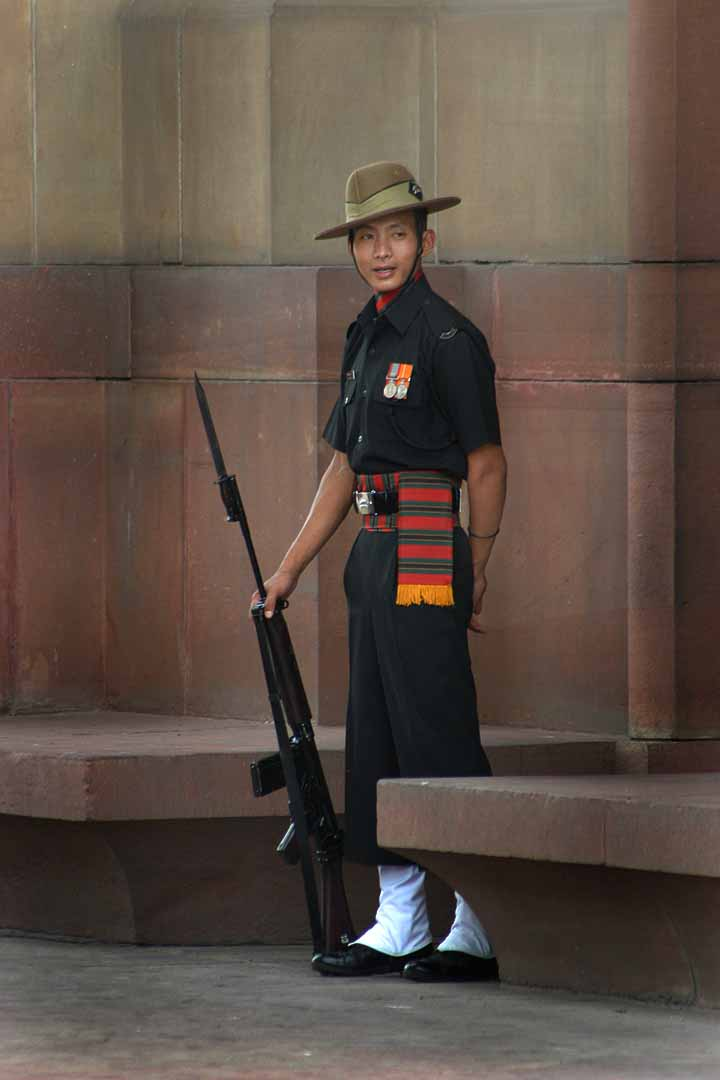
一名阿薩姆步槍隊的士兵在德里印度門守衛。

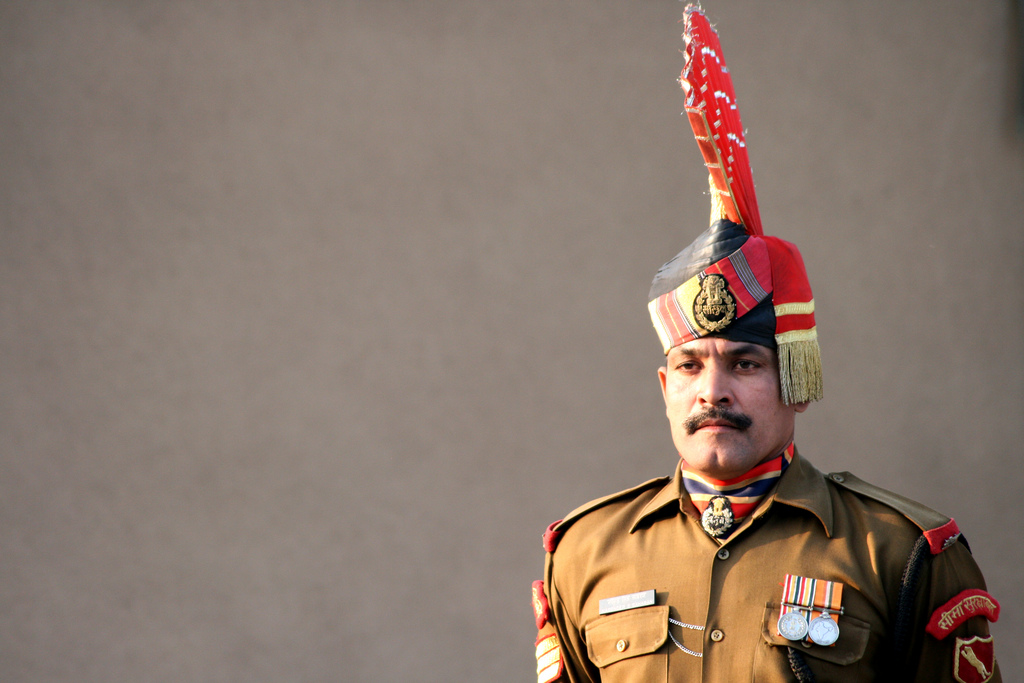
一名邊境安全部隊的精英。

## 中央武装警察部队
中央武装警察部队由以下5个部分组成：
- 中央后备警察部队，31万3678人（211个營）[1]，首長為印度内政部部長。
- 邊境安全部隊，25万7363人（186个營）[1][2]，首長為印度内政部部長。
- 印藏邊防警察（英语：Indo-Tibetan Border Police） ， 8万9432人（55个營）[1]，首長為印度内政部部長。
- 中央工業安全部隊，14万8371人（131个營）[1]，首長為印度内政部部長。
- 武装边防部队（英语：Sashastra Seema Bal），9万4261人（73个营）[1]，首长为印度内政部部长。

## 內部連結
- 印度武裝部隊
- 印度陸軍
- 印度空軍
- 印度海軍
- 印度海岸警衛隊
- 印度特種部隊
- 印度執法
- 印度警察
- 印度情報機構

## 延伸閱讀
- India's Paramilitary Forces @ Bharat-Rakshak.Com

## 外部連結
- Assam Rifles official site
- Analysis of the PMF
- An informative article on the PMF（页面存档备份，存于）
- Global Security article on Border Security Force（页面存档备份，存于）